# ホノリウスの誓いの書
『ホノリウスの誓いの書』（ホノリウスのちかいのしょ、Liber Juratus Honorii）もしくは『誓書』（せいしょ、Liber iuratus）は中世の天使魔術書である。

## 概要
成立年代は定かではないが、13世紀に『聖なる書』（Liber sacer）として言及されていることから、中世盛期のようである。ヨハンネス・ハルトリープ（1456年）はニグロマンティアに用いられる書物のひとつとして言及している。保存されている最古の写本は14世紀のもので、大英図書館スローン文庫の写本番号3854（第117-144葉）である。スローン稿本313は14世紀末か15世紀初頭のもので、一時期ジョン・ディーの蔵書であった。本書は中世の魔法書の現存する最古のもののひとつである。
本書は、自分たちのすべての知識を一巻の書物にまとめることに決めた魔術師たちの協議の産物という体裁をとっており、ナポリ、アテネ、トレド、テーベなど主要な魔術の中心地から811人の魔術師が集まって会合を開いたことが本書の発端として物語られている。93の章があり、煉獄から自分の魂を救い出す方法から、盗人を捕らえたり財宝を発見する方法まで、多岐にわたる問題を扱っている。霊を強請し命令する方法やその他の魔術作業についての多くの教示、そして天界に何があるのかといった気宇壮大な情報についても記されている。他の多くの魔法書と同様、採用すべき適切な作業と護符についての長ったらしい記述がある。
天使的諸力やソロモンの鍵にみられるような護符を多用していることから、本書は「ソロモン系グリモワール」に分類されることがある。
現存する写本によれば、本書はエウクレイデスの息子、テーベのホノリウスという人物によって書かれたという。その後、テーベ人ホノリウスの伝説はローマ教皇ホノリウス3世に取って代わられ、17世紀に『教皇ホノリウスの奥義書』（Le Grimoire du Pape Honorius）という魔法書が出現した。18世紀にフランスで広く流布したこの黒本は俗悪な雑多なまじないを多く収録している。

## 諸版
- Gösta Hedegård, Liber Iuratus Honorii: A Critical Edition of the Latin Version of the Sworn Book of Honorius, Studia Latina Stockholmiensia 48, Almqvist & Wiksell (2002), ISBN 978-91-22-01970-1.
- Daniel Driscoll, The Sworn Book of Honourius the Magician, Heptangle Books, 1977.